# Старобогданівка
Старобогдані́вка (до 1930 р. — Богданівка) — село в Україні, у Мелітопольському районі Запорізької області. Входить до складу Новобогданівської сільської громади. Населення, за переписом 2001 р., становило 1001 особу.

## Географія
Село Старобогданівка знаходиться на правому березі річки Молочна, за 42 км на південний схід від селища Михайлівка. Вище за течією на відстані 2,5 км розташоване село Чапаєвка (Пологівський район), нижче за течією на відстані 1 км розташоване село Троїцьке, на протилежному березі — села Світлодолинське, Любимівка (Пологівський район) та Рибалівка (Пологівський район). Річка в цьому місці звивиста, утворює лимани, стариці та заболочені озера. Поруч проходить залізниця, станція Світлодолинська за 3 км.

## Історія
Село було засноване у 1802 році державними селянами-духоборами з Катеринославської, Курської, Орловської і Таврійської губерній. У 1844 році царський уряд переселив їх на Кавказ.
Станом на 1886 рік в селі Терпіннівської волості Мелітопольського повіту Таврійської губернії мешкало 1887 осіб, налічувалось 265 дворів, існували православна церква, 2 школи, 2 лавки.
За Історією міст і сіл Української РСР маємо наступну інформацію про село: «У селі розташовано колгосп ім. Леніна, який має 6 тис. га земельних угідь, в тому числі 5,5 тис. га орної землі, і спеціалізується на виробництві зерна і м'ясо-молочному тваринництві… Працюють восьмирічна школа, будинок культури, клуб, бібліотека. Діє група товариства „Знання“. До послуг трудящих — медичний пункт, ательє пошиття одягу. Село озеленено, є 10 км водогону.»
До 2017 року орган місцевого самоврядування — Старобогданівська сільська рада.

## Економіка
- «СТАРОБОГДАНІВСЬКЕ», ТОВ.

## Об'єкти соціальної сфери
- Школа.
- Дитячий садочок.
- Будинок культури.
- Фельдшерсько-акушерський пункт.

## Пам'ятки
- Курганний могильник Куляб-могила, епоха бронзи. Найбільший зі збережених у Запорізькій області курганів.[4]
- За 4 км на захід від села розташований ландшафтний заказник місцевого значення «Тиха заводь»[5].
- Південний схил пойми річки Молочна — комплексна пам'ятка природи місцевого значення.

## Відомі люди
- Поляков Василь Трохимович (1913—1975) — учасник німецько-радянської війни, Герой Радянського Союзу.